# Benue (stan)
Benue – stan w południowo-wschodniej części Nigerii.
Benue sąsiaduje ze stanami Cross River, Taraba, Nassarawa, Kogi, Enugu i Ebonyi. Jego stolicą jest Makurdi. W Benue duże znaczenie ma produkcja rolna. Uprawia się tu ziemniaki, kassawę, soję, sorgo, len i sezam. Natomiast mieszkańcy nadrzecznych terenów zajmują się rybołówstwem.
Stan zamieszkuje kilka grup etnicznych: Tiv, Idoma, Igede, Etulo, Abakpa, Jukun, Hausa, Akweya i Nyifon. Tiv są dominującą grupą etniczną, zajmują 14 lokalnych obszarów administracyjnych, a następnie Idoma i Igede zamieszkują pozostałe dziewięć lokalnych obszarów rządowych.

## Historia
- 1927 – Makurdi zostało stolicą prowincji Munshi, obecnie jest stolicą stanu Benue.
- 1932 – miasto Makurdi wzmacnia status handlowy, przez wybudowanie i otwarcie mostu kolejowego.
- 1976 – Utworzenie stanu 3 lutego 1976 roku.
- 1991 – Część stanu wcielono do nowego stanu Kogi. Utworzono  uniwersytet Benue State University. Stan liczy około 2,8 miliona mieszkańców.
- 2006 – Liczba ludności stanu przekroczyła 4,2 miliony mieszkańców.
- Od 29 V 2007 – Gubernatorem stanu jest Gabriel Suswam z Ludowej Partii Demokratycznej.
- 5-9 X 2011 – W mieście Zaki Biam, odbyła się krucjata chrześcijańska prowadzona przez ewangelizatora Reinharda Bonnke, na której zgromadziło się ponad 100.000 ludzi[3], podobna krucjata miała miejsce w 2005 roku, w mieście Gboko, zgromadziło się wtedy 200.000 ludzi w ciągu jednego dnia[4].
- IX 2012 – Kraj nawiedzają ogromne powodzie, 250.000 ludzi zostaje przesiedlonych[5].

## Podział administracyjny
Stan składa się z 23 lokalnych obszarów administracyjnych:
| - Agatu - Apa - Ado - Buruku - Gboko - Guma - Gwer Wschodnie - Gwer Zachodnie | - Katsina-Ala - Konshisha - Kwande - Logo - Makurdi - Obi - Ogbadibo - Ohimini | - Oju - Okpokwu - Oturkpo - Tarka - Ukum - Ushongo - Vandeikya |